# Paola Suárez
Paola Suárez (n. 23 iunie 1976, Pergamino⁠(d), Buenos Aires, Argentina) este o jucătoare de tenis argentiniană, medaliată olimpică. A participat la 4 ediții ale Jocurilor Olimpice (1996, 2000, 2004, 2012) în care a câștigat o medalie de bronz.